# Osamu Shimomura
Osamu Shimomura (下村 脩, Osamu Shimomura) (Kyoto, 27 agosto 1928 – Nagasaki, 19 ottobre 2018) è stato un chimico giapponese, vincitore del premio Nobel per la chimica nel 2008 assieme a Martin Chalfie e Roger Tsien  per la scoperta della Green Fluorescent Protein, usata come marcatore in medicina.
Conseguì un Ph.D. all'Università di Nagoya in chimica organica, e fu professore emerito del Marine Biological Laboratory a Woods Hole, nel Massachusetts.

## Biografia
Nato a Fukuchiyama, Kyoto nel 1928, Shimomura è cresciuto a Manchukuo (Manciuria, Cina) e ad Osaka, in Giappone, mentre suo padre era ufficiale nell'esercito imperiale giapponese. Più tardi, la sua famiglia si trasferì a Isahaya, Nagasaki, a 25 km dall'epicentro del bombardamento atomico della città dell'agosto 1945. Ricorda di aver sentito, allora sedicenne, l'aereo bombardiere BOCKSCAR prima che esplodesse la bomba atomica. L'esplosione ha accecato Shimomura per circa trenta secondi ed è stato poi inzuppato dalla ricaduta della "pioggia nera". Ha superato le grandi probabilità nei successivi 11 anni per guadagnare un'istruzione e raggiungere il successo accademico.
Le opportunità di istruzione di Shimomura erano severamente limitate nel devastato Giappone del dopoguerra. Sebbene in seguito abbia ricordato di non avere alcun interesse per l'argomento, si è iscritto al College of Pharmaceutical Sciences del Nagasaki Medical College (ora Università di Nagasaki School of Pharmaceutical Sciences). Il campus del Medical College era stato interamente distrutto dall'esplosione della bomba atomica, costringendo la scuola di farmacia a trasferirsi in un campus temporaneo vicino alla casa di Shimomura. Questa vicinanza è stata la ragione per cui ha intrapreso studi e carriera che alla fine avrebbero portato a ricompense inaspettate. Shimomura ottenne una laurea in farmacia nel 1951 e rimase assistente di laboratorio fino al 1955.
Il mentore di Shimomura a Nagasaki lo aiutò a trovare lavoro come assistente del professor Yoshimasa Hirata all'Università di Nagoya nel 1956. Mentre lavorava per il professor Hirata, ha conseguito una laurea in chimica organica nel 1958 e, prima di lasciare il Giappone per un appuntamento alla Princeton University, un dottorato di ricerca. in chimica organica nel 1960 presso l'Università di Nagoya. A Nagoya, Hirata assegnò a Shimomura l'arduo compito di determinare ciò che rendeva incandescenti i resti schiacciati di un tipo di crustacea (Jp. Umi-hotaru, "lucciola marina", Vargula hilgendorfii). Questo incarico ha portato Shimomura alla corretta identificazione della proteina che causa il fenomeno, e ha pubblicato i risultati preliminari nel Bollettino della Società Chimica del Giappone in un documento intitolato "Crystalline Cypridina luciferin". L'articolo attirò l'attenzione del professor Frank Johnson alla Università di Princeton, e Johnson reclutò con successo Shimomura per lavorare con lui nel 1960.

## Studi
Shimomura ha lavorato nel Dipartimento di Biologia a Princeton per il professor Johnson per studiare la medusa Aequorea victoria, che hanno raccolto durante molte estati presso i Friday Harbor Laboratories del venerdì dell'Università del Washington. Nel 1962, il loro lavoro culminò nella scoperta delle proteine aequorin e verde Green fluorescent protein (GFP) nella piccola medusa bioluminescenza a forma di ombrello Aequorea victoria; per questo lavoro gli fu assegnato un terzo premio Nobel per la chimica nel 2008.

## Famiglia
Sua moglie, Akemi Okubo, che Shimomura ha incontrato all'Università di Nagasaki, è anche un chimico organico e una partner nelle sue attività di ricerca. Il loro figlio, Tsutomu Shimomura, è un esperto di sicurezza informatica che è stato coinvolto nell'arresto di Kevin Mitnick. La loro figlia, Sachi Shimomura, è direttore degli studi universitari per il dipartimento di inglese presso la Virginia Commonwealth University e l'autore di Odd Bodies e Visible Ends in Medieval Literature.